# 圣乔治教堂 (皮兰)
圣乔治教堂是斯洛維尼亞皮兰最重要的教堂。
圣乔治教堂座落在海边的小山上，俯瞰着整个市中心，据传始建于12世纪，14世纪建成目前的规模。1637年，改建为巴洛克式。1608年建成钟楼，系仿造威尼斯圣马可钟楼。1650年建造洗礼堂。支撑墙建于1641年，海边一侧的石拱门建于1663年到1804年。由于水土流失加快，因此在1998年修复。1737年，教堂建成7个大理石祭台。在保存的艺术品中，17世纪无名作者的圣乔治像最为珍贵。部分镀银，在皮兰的金银作坊制造。壁画是威尼斯画派的作品。两幅画布（博尔萨弥撒和圣乔治奇迹）是17世纪初安杰洛·德·科斯特的作品。

## 圖片

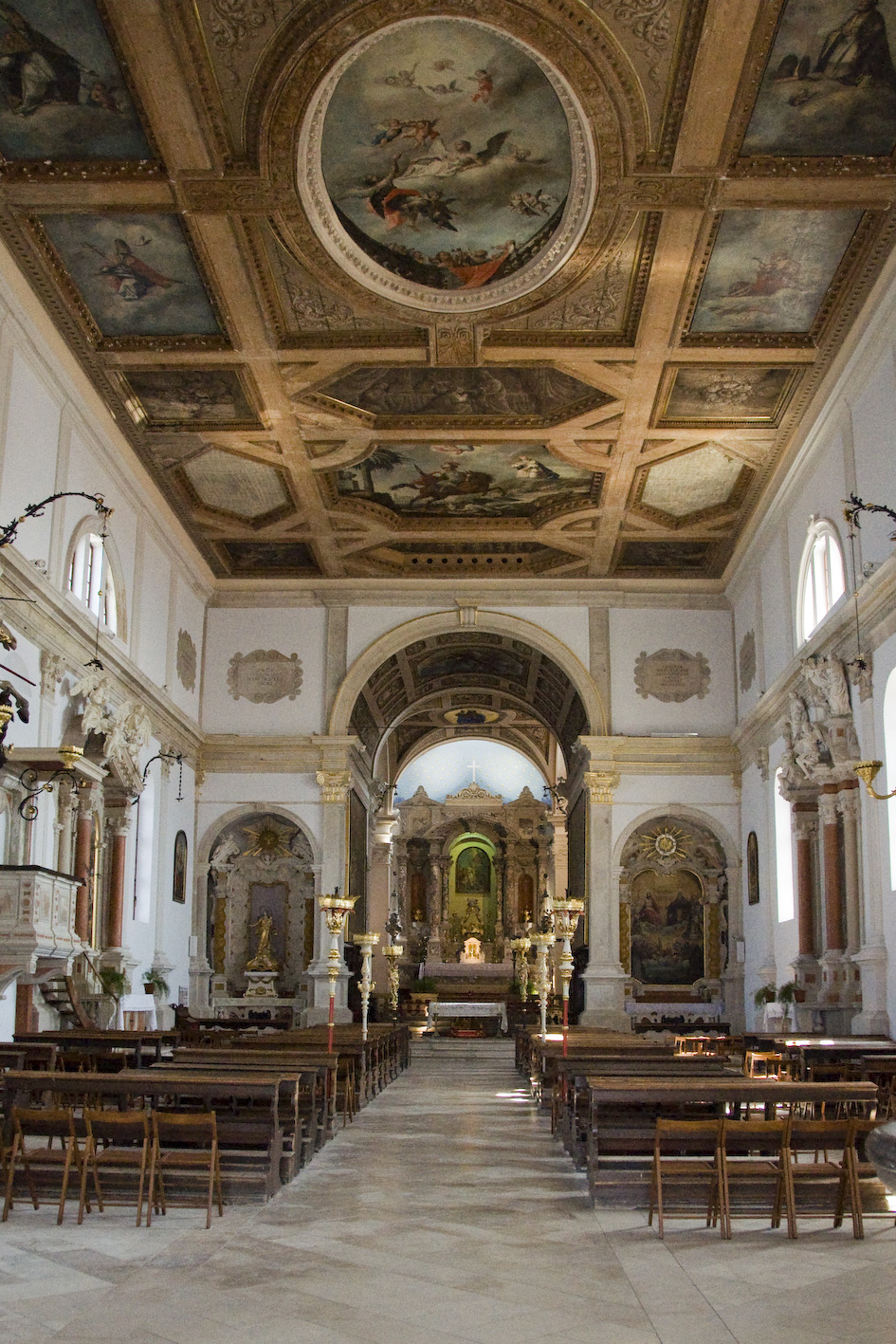
教堂内部
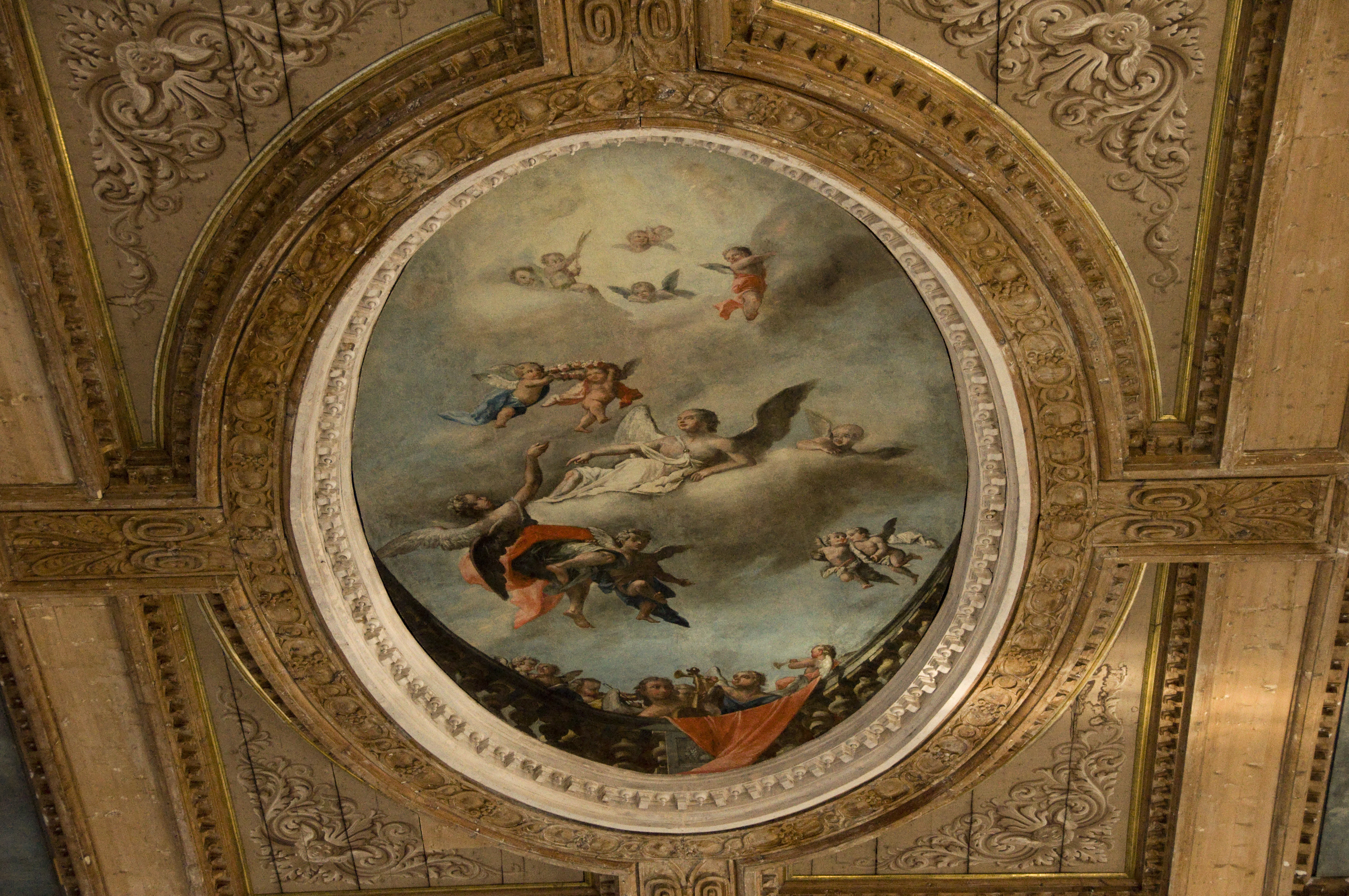
天花板画

## 外部連結
- 维基共享资源上的相關多媒體資源：圣乔治教堂